# Saefkow-Jacob-Bästlein-Organisation
Die Saefkow-Jacob-Bästlein-Organisation war eine im Untergrund agierende Widerstandsorganisation während des Zweiten Weltkrieges, die illegal die Zeitschrift Die Innere Front herausgab.
In den 1940er Jahren versuchte die im Untergrund arbeitende KPD mit Unterstützung aus der UdSSR eine zentrale „operative Leitung“ in Deutschland aufzubauen. Insbesondere 1943 und 1944 war diese aktiv. Sie war eine der größten Gruppen der deutschen Widerstandsbewegung gegen den NS-Staat. Ihr Zentrum war Berlin. Viele Mitglieder wurden 1944 von der Gestapo verhaftet und später ermordet.

## Entstehung
Nachdem der KPD-Funktionär Anton Saefkow im Juli 1939 aus der Haft entlassen worden war, nahm er die illegale Arbeit wieder auf. Nach der Verhaftung der Widerstandskreise um Robert Uhrig im Februar und der um Wilhelm Guddorf und John Sieg im Herbst 1942 baute Saefkow in Berlin die Widerstandskontakte der KPD wieder auf.
Ziel war es, dem zersplitterten Widerstand eine zentrale Leitung zu geben. Saefkow bildete zusammen mit Bernhard Bästlein und Franz Jacob den Kopf der Organisation, später auch als operative Leitung der KPD in Deutschland bezeichnet. Es bestanden feste Verbindungen zu Widerstandsgruppen in zahlreichen deutschen Großstädten wie Magdeburg, Leipzig, Dresden und Hamburg. Zusammen mit antifaschistischen Kreisen der Sozialdemokratie und des Bürgertums sollte eine Einheitsfront zum Sturz Adolf Hitlers gebildet werden. Zu den mehr als 500 Akteuren der Saefkow-Jacob-Bästlein-Gruppe gehörten neben Arbeitern auch Ärzte, Lehrer, Ingenieure und Künstler. Etwa ein Viertel der Mitglieder waren Frauen. 1944 wurden über 280 Mitglieder der Gruppe nach Verrat durch Ernst Rambow verhaftet. 104 von ihnen wurden von den Nationalsozialisten hingerichtet oder starben in Konzentrationslagern.

## Ende

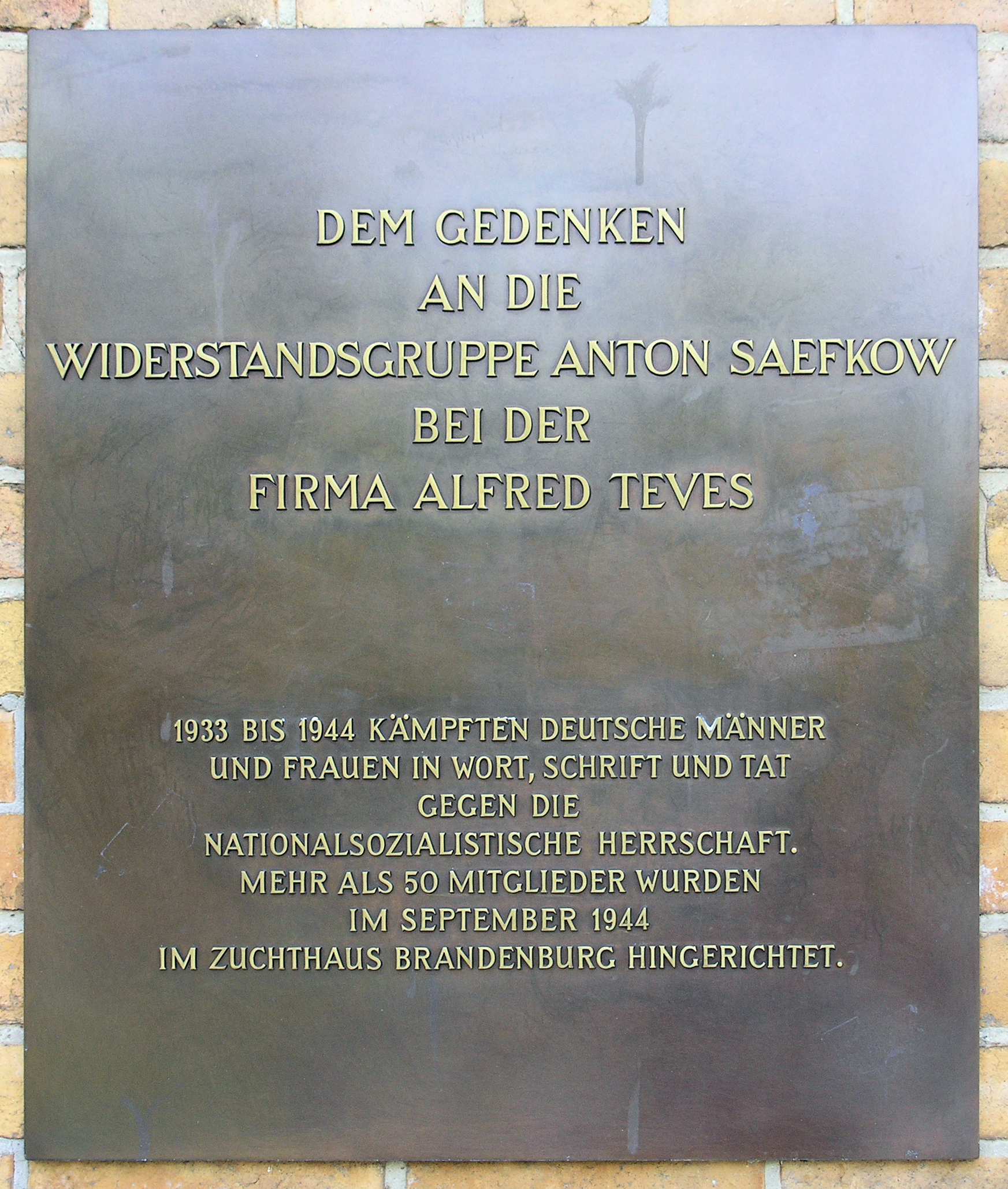
Gedenktafel für die Saefkow-Jacob-Bästlein-Organisation bei der Firma Alfred Teves in Berlin-Wittenau

Im April 1944 nahm der Sozialdemokrat und Mitglied des Kreisauer Kreises Adolf Reichwein über Ferdinand Thomas Kontakt zu Saefkow auf, um dessen kommunistische Organisation in die Verschwörung des 20. Juli 1944 einzubinden. Ende Juni 1944 kam es zu einem Treffen der Kommunisten mit Reichwein und Julius Leber. Der Gestapo war es allerdings gelungen, Ernst Rambow als Spitzel in die Reihen der Organisation zu schleusen. Im Juli 1944 wurde Saefkow verhaftet, zum Tode verurteilt und am 18. September im Zuchthaus Brandenburg hingerichtet.